# Pseudohippopsis albolateralis
Pseudohippopsis albolateralis är en skalbaggsart som beskrevs av Stefan von Breuning 1940. Pseudohippopsis albolateralis ingår i släktet Pseudohippopsis och familjen långhorningar. Inga underarter finns listade i Catalogue of Life.